# Josué González
Josué González Cortes (9 juli 1988) is een Costa Ricaans wielrenner. Zowel in 2014 als in 2015 werd hij nationaal kampioen tijdrijden. In 2015 werd hij achter Byron Guamá tweede op het Pan-Amerikaans kampioenschap op de weg.
Op 17 februari 2016 werd González, samen met drie ploeggenoten, door de UCI voorlopig geschorst vanwege een positieve test tijdens de Ronde van Costa Rica in 2015. González testte positief op het verboden middel ostarine. Later besloot de UCI hem voor zeven jaar te schorsen en zijn resultaten vanaf de Costa Ricaanse etappekoers te schrappen.

## Belangrijkste overwinningen
2014
 Costa Ricaans kampioen tijdrijden, Elite
2015
Bergklassement Ronde van Mexico
 Costa Ricaans kampioen tijdrijden, Elite
 Pan-Amerikaans kampioenschap op de weg, elite

## Ploegen
- 2016 –  Coopenae Extralum

Alpízar · Betancourt · Brenes · Carballo · González · Jiménez · Mejía · Salas · Solano · B. Villalobos · R. Villalobos